# 스타크래프트 프로리그 목록
이 문서에서는 역대 스타크래프트 프로리그 목록을 나열한다.

## 2003년~2005년

### 2003 KTF EVER
- 리그기간 : 2003년 3월 1일 ~ 2003년 8월 30일
- 특이사항
  - 예선
    - 10개팀 소속 선수 3명의 랭킹을 점수로 합산해 예선 대진을 짬. 1등이 10등과 붙고, 2등이 9등과 붙는 방식으로 8개팀을 간추림

  - 본선
    - 8개팀 풀리그뒤 6강을 추려 풀리그 (1위 결승직행 2위 플레이오프 3,4위 준플레이오프 5전 3선승제)
- 우승: 동양 오리온 (4 : 1), 준우승: 한빛 스타즈, 3위: KTF 매직엔스, 4위: GO
- 결승전 MVP : 이창훈

### 2003 네오위즈 피망
- 리그기간 : 2003년 10월 11일 ~ 2004년 2월 29일
- 특이사항
  - 본선
    - 8개팀 풀리그뒤 4강을 가림
    - 4강 풀리그뒤 1위 결승직행 2,3위 플레이오프
- 우승: 슈마 GO (4 : 1), 준우승: 투나 SG, 3위: 한빛 스타즈, 4위: SouL
- 결승전 MVP: 강민

### 2004 SKY 프로리그 1라운드
- 리그기간 : 2004년 4월 17일 ~ 2004년 7월 17일
- 특이사항
  - 2004년 당시 최대규모의 스타크래프트 리그.
  - 예선전이 없이 모든 팀들이 참여.
  - 최초로 광안리에서 결승 진행(이후 프로리그의 여름시즌은 광안리(광안리 해수욕장)에서 결승 진행)
  - 광안리 결승전 입장 관객 추산 수: 약 10만명
- 경기방식
  - 11개팀이 풀리그를 치러 1,2위 팀이 결승직행
  - 프로리그 일정을 맞추기 위해 비방송경기 (방송에 나가지 않는 경기. 단, 현장을 찾으면 관람가능한 경기) 도입
  - 1라운드 최하위팀 2라운드 탈락
- 우승: 한빛 스타즈 (4 : 3), 준우승: SK텔레콤 T1, 3위: SG패밀리, 4위: 슈마 GO
- 결승전 MVP : 김선기, 나도현

### 2004 SKY 프로리그 2라운드
- 리그기간 : 2004년 8월 11일 ~ 2004년 10월 30일
- 특이사항
  - 1라운드 최하위였던 'Plus'팀을 제외한 10개팀 참가
  - 새턴리그(토요일 경기)와 머큐리리그(수요일 경기)로 나누어서 경기함
  - 플레이오프 5전3선승제 크로스 토너먼트
  - 에이스결정전 방식의 재경기 시행
- 우승 팬택앤큐리텔 큐리어스 (4 : 1), 준우승: SouL, 공동 3위: KOR, 한빛 스타즈
- 결승전 MVP : 이병민

### 2004 SKY 프로리그 3라운드
- 리그기간 : 2004년 11월 10일 ~ 2005년 2월 5일
- 특이사항
  - 3R 진출전에서 패배한 'Plus'를 제외한 10개팀 참가
  - 2라운드와 동일한 방식으로 진행되나 2번씩 풀리그를 치름
  - KTF의 연승행진의 시작
  - 스타리그와 프로리그 오프닝을 통틀어서 가장 인기가 많은 오프닝으로 꼽힘
- 우승: KOR (4 : 3), 준우승: KTF 매직엔스, 공동 3위: GO, SouL
- 결승전 MVP: 차재욱

### 2004 SKY 프로리그 그랜드파이널
- 리그기간 : 2005년 2월 16일 ~ 2005년 2월 26일
- 특이사항
  - 1,2,3라운드 우승자(한빛, 팬택앤큐리텔, KOR)와 와일드카드 1위(KTF)가 7전4선승제로 경기하였음
  - 모든경기가 4:2로 끝남
- 우승: 한빛 스타즈, 준우승: 팬택앤큐리텔 큐리어스, 3위: KOR, 4위: KTF 매직엔스

## 2005년~2007년

### 2005 SKY 프로리그 전기리그
- 특이사항
  - 온게임넷, MBC게임 통합 팀간 리그
  - 11개팀 풀리그로 2004년 1라운드와 동일한 방식으로 진행됨
  - 3전 2선승제에서 5전 3선승제로 변경 및 주당 3일 6경기 시행(월요일, 화요일, 수요일)
  - 포스트시즌 도입
  - 현 SK Telecom T1 코치인 최연성이 이중계약 사건으로 출전이 금지된 시즌
  - KTF MagicNs가 정규시즌에서 전승(10승)을 거둔 리그
- 우승: SK텔레콤 T1 (4 : 1), 준우승: KTF 매직엔스, 3위: GO, 4위: 한빛 스타즈
- 결승전 MVP: 박태민

### 2005 SKY 프로리그 후기리그
- 특이사항
  - 전기리그 최하위였던 '이네이쳐 탑'팀이 탈락하여 후기리그 진출을 못하게 됨
  - 10개팀이 2번 풀리그뒤 4강을 가려 포스트 시즌을 치름
  - 온게임넷과 MBC게임의 공동생중계로 진행된 최초의 프로리그 결승
- 우승: SK텔레콤 T1 (4 : 3), 준우승: 삼성전자 칸, 3위: KTF 매직엔스, 4위: GO
- 결승전 MVP: 최연성

### 2005 SKY 프로리그 그랜드파이널
- 특이사항
  - SK텔레콤 T1이 트리플 크라운 달성 (2005 전기리그, 후기리그, 그랜드파이널 우승)
- 우승: SK텔레콤 T1, 준우승: KTF 매직엔스, 3위: GO, 4위: 삼성전자 칸

### 2006 SKY 프로리그 전기리그
- 특이사항

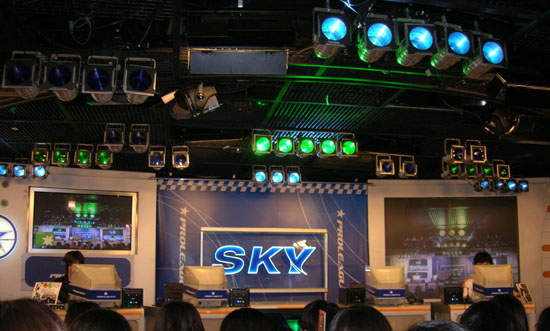
2006 SKY 프로리그 전기리그 온게임넷

  - SK Telecom T1 오버 트리플 크라운 달성 (2005 전기리그, 후기리그, 그랜드 파이널, 2006 전기리그)
  - 양 방송사 동일 경기 동시생중계 전면 시행, 팀플레이 1경기로 축소(3경기마다 한번 팀플레이 진행)[7전4선승제에선 2경기]
  - 온게임넷 전 프로게이머 출신 김정민 해설 영입
  - KTF 매직엔스가 5월 8일 팬택 EX를 상대로 최초로 프로리그 50승 달성
  - 광안리 결승전 입장 관객 추산 수: 약 4만명
- 우승: SK텔레콤 T1 (4 : 1), 준우승: MBC게임 히어로, 3위: CJ 엔투스, 4위: KTF 매직엔스
- 결승전 MVP: 고인규

### 2006 SKY 프로리그 후기리그
- 특이사항

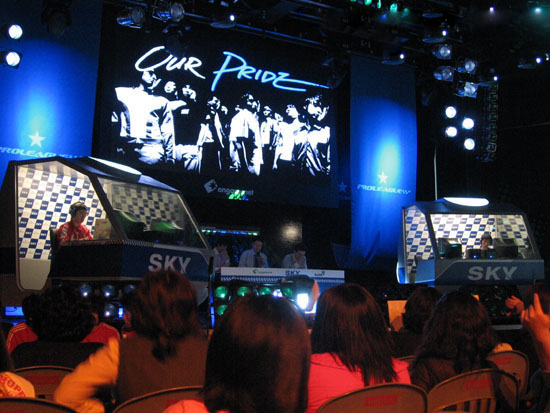
2006 SKY 프로리그 후기리그 온게임넷

  - 경기장을 이전한 뒤 치른 첫 프로리그, MBC게임은 최상용 캐스터의 복귀로 중계진의 변화가 생김
- 우승: MBC게임 히어로 (4 : 2), 준우승: CJ 엔투스, 3위: 르까프 OZ, 4위: 한빛 스타즈
- 결승전 MVP: 박성준

### 2006 SKY 프로리그 통합챔피언전
- 특이사항
  - 전기리그 우승팀과 후기리그 우승팀끼리 겨루는 통합챔피언전의 성격으로 진행.
- 우승: MBC게임 히어로, 준우승: SK텔레콤 T1

## 2007년 ~ 2008년 상반기

### 2007 신한은행 프로리그 전기리그
- 특이사항

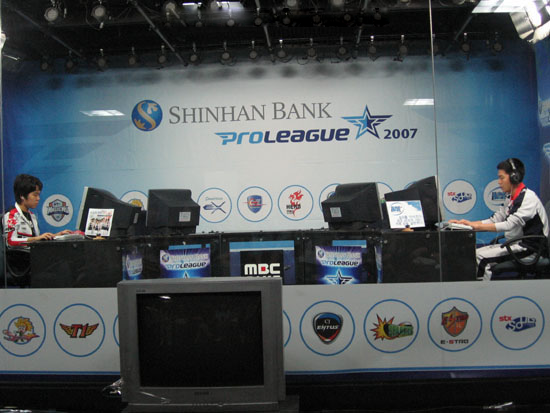
2007 신한은행 프로리그 전기리그 MBC 게임

  - 중계권이 도입된 최초의 e스포츠 대회
  - 로고가 처음으로 변경됨
  - 리그 도중 맵이 퇴출당한 최초의 프로리그 (DMZ->뱀파이어)
  - 주5일제, 주당 10경기 편성
  - 선발예고제 시행
  - 공군 에이스 창단, 12개 게임단으로 확대
  - 삼성전자 칸 최초로 4:0으로 프로리그 우승
  - 광안리 결승전 입장 관객 추산 수: 약 7만명
- 우승: 삼성전자 칸 (4 : 0), 준우승: 르까프 OZ, 3위: MBC게임 히어로, 4위: STX SouL

### 2007 신한은행 프로리그 후기리그
- 특이사항
  - 전기리그와 동일한 방식으로 진행된 시즌.
  - 팬택 EX가 모기업의 부도로 위메이드에 인수되며 위메이드 FOX라는 이름으로 창단하여 합류했다.
  - 공군이 서울로 숙소를 이전하여 보다 원활한 환경에서 프로리그에 참여하게 됐다.
  - 프로리그 공식맵을 담당하는 MMAT(가칭)에서 7월초 신규 맵제작자를 모집하여 김응서(Earthattack), 우상희(Str18-02)씨가 선정되었으며 각각 Blue Storm과 Katrina가 후기리그 공식맵으로 채택되는 기쁨을 안았다.
  - 공식맵으로는 사상 최초로 2중 미네랄 배치의 특징을 가진 맵(백마고지)과 5인용 맵(황산벌)이 등장했다.
- 우승: 르까프 OZ (4 : 2), 준우승: CJ 엔투스, 3위: MBC게임 히어로, 4위: 온게임넷 스파키즈

### 2007 신한은행 프로리그 통합챔피언전
- 특징
  - 홍보의 부족으로 흥행이 부진했던 대회
  - 《광안리의 복수냐 광안리의 재판이냐》라는 컨셉으로 진행
  - 프로리그가 단일리그(08~09 시즌)으로 변경 진행되면서 사실상 마지막 통합챔피언전
- 우승: 르까프 OZ, 준우승: 삼성전자 칸

### 2008 신한은행 프로리그
- 특이사항
  - 전기리그와 후기리그를 통합
  - 온게임넷이 주훈 전 SK Telecon T1 감독을 해설로 영입
  - 팀플레이 공식맵 역사상 최초로 블리자드 맵 사용(헌터스)
  - 공식맵 역사상 최초로 미네랄 2겹 맵 사용(한니발)
  - 프로리그의 상징이던 파란색별이 프로리그 로고에서 쇠퇴함
  - 개막전 : (온게임넷)SK Telecom T1 vs KTF MagicNs (MBC게임)MBCgame Hero vs Lecaf OZ
  - 프로리그 역사상 최초로 정규시즌 지방투어 실시 (2008년 6월 21일)
    - SK Telecom T1 vs STX SouL (MBC게임 중계,광주 염주체육관)

  - 팀플레이가 도입된 마지막 시즌
  - 광안리 결승전 입장 관객 추산 수: 약 3만명
  - 역대 프로리그 결승 축하공연 인원 중 최다인원(소녀시대 (9명))
  - [결승전: 2008년 8월 9일 - 삼성전자 칸 VS 온게임넷 스파키즈]
  - 우승: 삼성전자 칸 (4 : 1), 준우승: 온게임넷 스파키즈, 3위: SK텔레콤 T1, 4위: STX SouL

## 2008년 하반기 ~ 2011년 상반기

### 2008-2009 신한은행 프로리그
- 특이사항
  - 연간 5라운드제 단일리그 도입
  - 로고가 다시 변경됨
  - 3라운드(위너스리그)는 7전 4선승제 팀리그 방식 도입(승자연전방식)
  - 3라운드 성적으로만 별도 4강 플레이오프로 라운드 우승 팀 결정
  - 엔트리 예고제 그대로 유지(단, 3라운드는 선봉 선수만 공개)
  - 종족 별 의무출전규정 신설 (단 3라운드는 제외)
  - 팀플전의 쇠퇴
  - 로스터 인원 12명으로 축소
  - 플레이오프 6강체제 첫 시도
  - 한빛 스타즈가 웅진그룹에 인수되어 '웅진 스타즈'로 재 창단
  - 과거의 공식맵인 네오 레퀴엠, 레이드 어설트 2 재사용(레이드 어설트 2는 29일 경기부터 러시아워3로 교체)
  - 4라운드에 사용한 맵인 배틀로얄을 종족밸런스 붕괴(저그 VS 저그)로 5라운드부터는 황혼의 그림자로 교체
  - 광안리 결승전 1차전 입장 관객 추산 수:: 약 5천명 (사상 최저)
  - 광안리 결승전 2차전 입장 관객 추산 수:: 약 4만명
  - 위너스리그 우승: CJ 엔투스 (4 : 3), 준우승: 화승 OZ, 3위: KTF 매직엔스, 4위: SK텔레콤 T1]
  - 통합우승:SK텔레콤 T1 1차전:(4 : 0) 2차전:(4 : 3), 준우승:화승 OZ, 3위: CJ 엔투스, 4위: 삼성전자 칸, 5위:  STX SouL, 6위: 하이트 스파키즈
- 결승전 MVP: 정명훈

### 2009-2010 신한은행 프로리그
- 특이사항
  - 개막일 :2009년 10월 10일
  - 개막전: 온게임넷: SKT T1 vs 웅진스타즈, MBC게임: KT 롤스터 vs 이스트로
  - 위너스리그 개막일 :2010년 1월 24일
  - 위너스리그 개막전: 온게임넷: 이스트로 vs CJ 엔투스, MBC게임: 공군 ACE vs 웅진 스타즈
  - MBC게임 해설위원이던 강민 해설위원이 온게임넷 해설로 이적으로 인한 중계진 변경
  - 포스트시즌 방식 일부 변경
  - 위너스리그 우승: KT 롤스터, 준우승: MBC게임 히어로, 3위: 웅진 스타즈, 4위: STX SouL]
  - 통합우승:KT 롤스터 (4 : 2), 준우승:SK텔레콤 T1, 3위: STX SouL, 4위: 위메이드 FOX, 5위:  MBC게임 히어로, 6위: CJ 엔투스
- 결승전 MVP: 이영호

### 2010-2011 신한은행 프로리그
- 특이사항
  - 개막일 :2010년 10월 16일
  - 개막전: 온게임넷: KT Rolster vs SKT T1, MBC게임: 공군 ACE vs 웅진 스타즈
  - 위너스리그 개막일 :2011년 1월 8일
  - 위너스리그 개막전: 온게임넷: KT Rolster vs SKT T1, MBC게임: CJ 엔투스 vs 위메이드 폭스
  - 기존 5라운드 단일리그방식에서 6라운드 단일리그 방식으로 변경
  - 기존 위너스리그 3라운드 단일라운드에서 3,4라운드로 라운드수 확대
  - 위너스리그 우승: SK텔레콤 T1, 준우승: KT 롤스터, 3위: 화승 OZ, 4위: CJ 엔투스]
  - 통합우승:KT 롤스터 (4 : 3), 준우승:SK텔레콤 T1, 3위: CJ 엔투스, 4위: 웅진 스타즈, 5위:  삼성전자 칸, 6위: STX SouL
- 결승전 MVP: 이영호

## 2011년 하반기~2012년 하반기

### SK플래닛 스타크래프트 프로리그 시즌 1
- 특이사항
  - 개막일 : 2011년 11월 26일
  - 개막전 : SK텔레콤 T1 vs 제8게임단
  - MBC게임의 음악방송 전환에 의한 온게임넷 단독 생중계
  - MBC게임의 스타크래프트 중계진이였던 유대현, 이승원 해설의 온게임넷 이적
  - 5전 3선승제로의 전환과 위너스리그의 폐지, 연간 리그 폐지
  - 2007년부터 시행되오던 주 5일 경기가 주 4일경기로 축소됨
  - 주말경기 더블헤더 진행
  - 통합우승: SK텔레콤 T1 (4 : 3), 준우승: KT 롤스터, 3위: 삼성전자 칸, 4위: CJ 엔투스
- 결승전 MVP: 김택용

### SK플래닛 스타크래프트 II 프로리그 시즌 2
- 특이사항
  - 개막일 : 2012년 5월 20일
  - 개막전 : SK텔레콤 T1 vs 제8게임단
  - 스타크래프트 브루드워와 스타크래프트 II로 병행진행
- 통합우승 : CJ 엔투스 (전반전 2 : 0, 후반전 2 : 1) 준우승 : 삼성전자 칸 3위 : SK텔레콤 T1 4위 : 제8프로게임단
- 결승전 MVP: 김정우

## 2012년 하반기~2016년

### SK플래닛 스타크래프트 II 프로리그 12-13
- 특이사항
  - 개막일 : 2012년 12월 8일
  - 개막전 : KT 롤스터 vs EG-TL (Evil Geniuses와 팀 리퀴드 연합팀)
  - 순수 스타크래프트 II로 진행되는 첫 번째시즌
  - 온게임넷과 SPOTV가 중계
    - SPOTV의 프로리그 첫 중계

  - 공군 ACE의 해체로 인한 해외 게임단 참가
  - 위너스 리그의 부활과 1~6세트 엔트리 사전예고제 부활
  - 2라운드 이후 일정은 2013년 군단의 심장 출시와 해외 대회 참가 이후로 반영 차후 발표 예정
  - 8게임단의 이제동 EG-TL 로 1년간 임대
- 통합우승 : STX SouL (4 : 2) 준우승 : 웅진 스타즈 3위 : KT 롤스터 4위 : SK텔레콤 T1
- 결승전 MVP: 조성호

### SK텔레콤 스타크래프트 II 프로리그 2014
- 특이사항
  - 개막일 : 2013년 12월 29일
  - 개막전 : SK텔레콤 T1 vs MVP
  - SPO TV 게임즈 단독중계
- 통합우승 : KT 롤스터
- 결승전 MVP: 이영호

### SK텔레콤 스타크래프트 II 프로리그 2015
- 특이사항
  - 개막일 : 2014년 12월 22일
  - 개막전 : CJ 엔투스 vs 삼성 갤럭시
- 통합우승 : SK 텔레콤 T1
- 결승전 MVP : 이신형

### SK텔레콤 스타크래프트 II 프로리그 2016
- 특이사항
  - 개막일 : 2016년 2월 1일
  - 개막전: 아프리카 프릭스 vs SK 텔레콤 T1
  - 통합우승 : 진에어 그린윙스
  - 결승전 MVP : 조성주
  - 마지막 프로리그

## 역대 결승전 결과
- 2012년 5월부터 스타크래프트 II가 정식 종목으로 채택되어 17번 째 시즌 때는 스타크래프트와 병행하여 결승전을 치루게 되었고, 18번째 시즌부터 21번째 시즌까지는 스타크래프트 II로만 결승전을 치렀다.
- 그랜드 파이널, 통합챔피언전은 별도로 치러진 경기로 하위 문단으로 기재.
- * 표시는 해체된 팀을 의미함. (종목 폐지전 존재했던 팀은 제외)

| 회차 | 연도  | 리그명                           | 우승팀                          | 스코어            | 준우승팀                    | 결승전 MVP     |
| ---- | ----- | -------------------------------- | ------------------------------- | ----------------- | --------------------------- | -------------- |
| 1    | 2003  | KTF EVER컵 온게임넷 프로리그     | 동양 오리온 (주훈)              | 4 : 1             | 한빛 스타즈* (이재균)       | 이창훈         |
| 2    | 03-04 | Neowiz Pmang컵 온게임넷 프로리그 | 슈마 GO (조규남)                | 4 : 1             | 투나 SG* (송호창)           | 강민           |
| 3    | 2004  | SKY 프로리그 2004 1Round         | 한빛 스타즈* (이재균)           | 4 : 3             | SK텔레콤 T1 (주훈)          | 김선기, 나도현 |
| 4    | 2004  | SKY 프로리그 2004 2Round         | 팬택앤큐리텔 큐리어스* (송호창) | 4 : 1             | SouL* (김은동)              | 이병민         |
| 5    | 04-05 | SKY 프로리그 2004 3Round         | KOR* (이명근)                   | 4 : 3             | KTF 매직엔스 (정수영)       | 차재욱         |
| 6    | 2005  | SKY 프로리그 2005 전기리그       | SK텔레콤 T1 (주훈)              | 4 : 1             | KTF 매직엔스 (정수영)       | 박태민         |
| 7    | 05-06 | SKY 프로리그 2005 후기리그       | SK텔레콤 T1 (주훈)              | 4 : 3             | 삼성전자 칸 (김가을)        | 최연성         |
| 8    | 2006  | SKY 프로리그 2006 전기리그       | SK텔레콤 T1 (주훈)              | 4 : 1             | MBC게임 히어로* (하태기)    | 고인규         |
| 9    | 06-07 | SKY 프로리그 2006 후기리그       | MBC게임 히어로* (하태기)        | 4 : 2             | CJ 엔투스 (조규남)          | 박성준         |
| 10   | 2007  | 신한은행 프로리그 2007 전기리그  | 삼성전자 칸 (김가을)            | 4 : 0             | 르까프 OZ* (조정웅)         | 송병구         |
| 11   | 07-08 | 신한은행 프로리그 2007 후기리그  | 르까프 OZ* (조정웅)             | 4 : 2             | CJ 엔투스 (조규남)          | 오영종         |
| 12   | 2008  | 신한은행 프로리그 2008           | 삼성전자 칸 (김가을)            | 4 : 1             | 온게임넷 스파키즈* (이명근) | 이성은         |
| 13   | 08-09 | 신한은행 프로리그 08-09          | SK텔레콤 T1 (박용운)            | 4 : 0             | 화승 OZ* (조정웅)           | 정명훈         |
| 13   | 08-09 | 신한은행 프로리그 08-09          | SK텔레콤 T1 (박용운)            | 4 : 3             | 화승 OZ* (조정웅)           | 정명훈         |
| 14   | 09-10 | 신한은행 프로리그 09-10          | KT 롤스터 (이지훈)              | 4 : 2             | SK텔레콤 T1 (박용운)        | 이영호         |
| 15   | 10-11 | 신한은행 프로리그 10-11          | KT 롤스터 (이지훈)              | 4 : 3             | SK텔레콤 T1 (박용운)        | 이영호         |
| 16   | 11-12 | SK플래닛 프로리그 시즌1          | SK텔레콤 T1 (박용운)            | 4 : 3             | KT 롤스터 (이지훈)          | 김택용         |
| 17   | 2012  | SK플래닛 프로리그 시즌2          | CJ 엔투스 (김동우)              | 2 (전) 0 2 (후) 1 | 삼성전자 칸 (김가을)        | 김정우         |
| 18   | 12-13 | SK플래닛 프로리그 12-13          | STX SouL* (김민기)              | 4 : 2             | 웅진 스타즈* (이재균)       | 조성호         |
| 19   | 2014  | SK텔레콤 프로리그 2014           | KT 롤스터 (강도경)              | 4 : 2             | SK텔레콤 T1 (최연성)        | 이영호         |
| 20   | 2015  | SK텔레콤 프로리그 2015           | SK텔레콤 T1 (최연성)            | 4 : 2             | 진에어 그린윙스 (차지훈)    | 이신형         |
| 21   | 2016  | SK텔레콤 프로리그 2016           | 진에어 그린윙스 (차지훈)        | 4 : 0             | KT 롤스터 (강도경)          | 조성주         |

### 역대 결승전 기록실

#### 최다 우승팀
| 순위 | 팀               | 횟수 | 비고                            |
| ---- | ---------------- | ---- | ------------------------------- |
| 1    | SK텔레콤 T1      | 7    | 동양 오리온 1회 포함            |
| 2    | KT 롤스터        | 3    |                                 |
| 3    | 삼성 갤럭시      | 2    | 삼성전자 칸 2회 포함            |
| 3    | CJ 엔투스        | 2    | 슈마 GO 1회 포함                |
| 5    | 웅진 스타즈*     | 1    | 한빛 스타즈* 1회 포함           |
| 5    | STX SouL*        | 1    |                                 |
| 5    | 위메이드 폭스*   | 1    | 팬택앤큐리텔 큐리어스* 1회 포함 |
| 5    | 하이트 스파키즈* | 1    | KOR* 1회 포함                   |
| 5    | MBC게임 히어로*  | 1    |                                 |
| 5    | 화승 OZ*         | 1    | 르까프 OZ* 1회 포함             |

#### 최다 진출팀
| 순위 | 팀               | 횟수 | 비고                                         |
| ---- | ---------------- | ---- | -------------------------------------------- |
| 1    | SK텔레콤 T1      | 11   | 동양 오리온 1회 포함                         |
| 2    | KT 롤스터        | 6    | KTF 매직엔스 2회 포함                        |
| 3    | CJ 엔투스        | 4    | 슈마 GO 1회 포함                             |
| 3    | 삼성 갤럭시      | 4    | 삼성전자 칸 4회 포함                         |
| 5    | 웅진 스타즈*     | 3    | 한빛 스타즈* 2회 포함                        |
| 5    | 화승 OZ*         | 3    | 르까프 OZ 2회 포함                           |
| 7    | STX SouL*        | 2    | SouL* 1회 포함                               |
| 7    | 위메이드 폭스*   | 2    | 투나 SG* 1회 팬택앤큐리텔 큐리어스* 1회 포함 |
| 7    | 하이트 스파키즈* | 2    | KOR* 1회 온게임넷 스파키즈* 1회 포함         |
| 7    | MBC게임 히어로*  | 2    |                                              |

#### 최다 우승 감독
| 순위 | 감독   | 횟수 | 비고                             |
| ---- | ------ | ---- | -------------------------------- |
| 1    | 주훈   | 4    | 동양 오리온 1회, SK텔레콤 T1 3회 |
| 2    | 김가을 | 2    | 삼성전자 칸 2회                  |
| 2    | 이지훈 | 2    | KT 롤스터 2회                    |
| 2    | 박용운 | 2    | SK텔레콤 T1 2회                  |
| 5    | 조규남 | 1    | 슈마 GO 1회                      |
| 5    | 이재균 | 1    | 한빛 스타즈* 1회                 |
| 5    | 송호창 | 1    | 팬택앤큐리텔 큐리어스* 1회       |
| 5    | 이명근 | 1    | KOR* 1회                         |
| 5    | 하태기 | 1    | MBC게임 히어로* 1회              |
| 5    | 조정웅 | 1    | 르까프 OZ* 1회                   |
| 5    | 김동우 | 1    | CJ 엔투스 1회                    |
| 5    | 김민기 | 1    | STX SouL* 1회                    |
| 5    | 강도경 | 1    | KT 롤스터 1회                    |
| 5    | 최연성 | 1    | SK텔레콤 T1 1회                  |

### 그랜드 파이널, 통합챔피언전 기록
| 연도 | 리그명                              | 우승팀                   | 스코어 | 준우승팀                        | 결승전 MVP |
| ---- | ----------------------------------- | ------------------------ | ------ | ------------------------------- | ---------- |
| 2004 | SKY 프로리그 2004 그랜드 파이널     | 한빛 스타즈* (이재균)    | 4 : 2  | 팬택앤큐리텔 큐리어스* (송호창) | 박대만     |
| 2005 | SKY 프로리그 2005 그랜드 파이널     | SK텔레콤 T1 (주훈)       | 4 : 2  | KTF 매직엔스 (정수영)           | 박용욱     |
| 2006 | SKY 프로리그 2006 통합챔피언전      | MBC게임 히어로* (하태기) | 4 : 3  | SK텔레콤 T1 (주훈)              | 염보성     |
| 2007 | 신한은행 프로리그 2007 통합챔피언전 | 르까프 OZ* (조정웅)      | 4 : 1  | 삼성전자 칸 (김가을)            | 오영종     |

### 위너스리그 기록
- 역대 결승전

| 연도  | 리그명                    | 우승팀               | 스코어 | 준우승팀                 | 결승전 MVP |
| ----- | ------------------------- | -------------------- | ------ | ------------------------ | ---------- |
| 08-09 | 신한은행 위너스리그 08-09 | CJ 엔투스 (조규남)   | 4 : 3  | 화승 OZ* (조정웅)        | 조병세     |
| 09-10 | 신한은행 위너스리그 09-10 | KT 롤스터 (이지훈)   | 4 : 3  | MBC게임 히어로* (하태기) | 이영호     |
| 10-11 | 신한은행 위너스리그 10-11 | SK텔레콤 T1 (박용운) | 4 : 1  | KT 롤스터 (이지훈)       | 이승석     |

- 통산 최다 올킬 : 김택용 (5회)
- 포스트 시즌 올킬 (결승 포함) : 3회
- 역올킬(포스트 시즌 포함) : 4회
- 통산 최다 연속 올킬 : 김택용 (3회)